# (136) Austria
(136) Austria – planetoida pasa głównego asteroid.

## Odkrycie
(136) Austria została odkryta 18 marca 1874 roku w Austrian Naval Observatory (Pula, półwysep Istria) przez doświadczonego odkrywcę planetoid Johanna Palisę. Była to jego pierwsza w kolejności odnaleziona planetoida (spośród 122 odkrytych), nazwał ją na cześć swojego kraju rodzinnego.

## Orbita
Planetoida krąży w średniej odległości 2,29 jednostek astronomicznych od Słońca (okres obiegu to 3 lata i 181 dni). Obrót wokół własnej osi wykonuje co 11 godzin i 30 minut.